# Взятие Чернигова (1610)
Взятие Чернигова 1610 года — эпизод Смутного времени и начального этапа русско-польской войны 1609—1618 годов, в ходе которого польские отряды под предводительством Самуила Горностая хитростью овладели русским пограничным городом Черниговом и предали его опустошению. В результате Чернигов более чем на десятилетие сделался практически безлюдным и впоследствии, после вхождения в состав Речи Посполитой, был заселён малороссийскими казаками.

## Дата
Хотя взятие и разорение Чернигова часто относят к 1611 году, эта дата ошибочна, как следует из дневника осады Смоленска польского короля Сигизмунда III, где получение известия о взятии Чернигова Горностаем отмечено 29 марта 1610 года.

## Ход событий
Подробности взятия Чернигова поляками фактически известны из одного источника — «Скарбницы» архимандрита Иоанникия Галятовского. Горностай тайно подошёл к Чернигову и разбил лагерь у села Пакуль. Воспользовавшись оплошностью гарнизона и жителей, его воины под видом рыбаков с возами рыбы, в которых прятались другие воины, проникли в Черниговский детинец, что привело к захвату и сожжению Чернигова. Уцелевшее местное население разбежалось по соседним городам. Погром города был настолько всеобъемлющим, что хронисты сравнивали его с погромом времён Батыева нашествия. Была разрушена и древняя святыня — Елецкий Успенский монастырь. Обвалились своды и стены, была безвозвратно утрачена Елецко-Черниговская икона Богородицы, хранившаяся в монастыре с XI века. Горностай пытался вывезти даже тяжёлые колокола Елецкого монастыря, но это ему не удалось. 

## Последствия
После сожжения Чернигов пустовал более 10 лет. Лишь к началу 1620-х годов в него возвращается жизнь. Поскольку вся Северская земля по Деулинскому перемирию 1618 года отошла Речи Посполитой, новое заселение города шло с запада и юга, с подвластных Польше малороссийских земель. Древние Спасо-Преображенский и Борисоглебский соборы были отданы иезуитам и доминиканцам, превратившим их в костёлы.
Чернигов вернулся в состав России в 1654 году уже как часть Гетманщины Богдана Хмельницкого.